# Maia (balia)

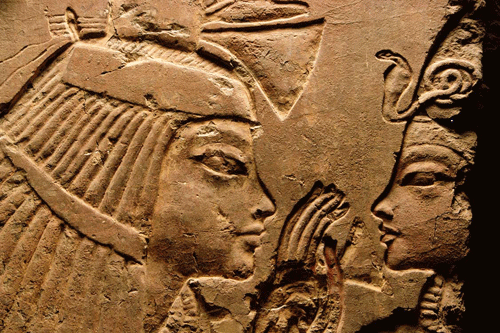
Maia, con una parrucca ornata di fiori di loto, insieme al piccolo Tutakhamon, già faraone. Dalla tomba di Maia.

Maia (talvolta scritto Matia) fu la balia dell'antico faraone egizio Tutankhamon. È nota per la sua tomba scavata nella roccia, scoperta a Saqqara, nel 1996, dall'archeologo francese Alain Zaive. Maia fu insignita dei titoli di Balia del Re, Educatrice del Corpo del Dio (il faraone) e, come compare dal frammento di un vaso canopo, Grande dell'harem. Non si sa nulla delle sue origini, poiché i genitori non sono menzionati nelle iscrizioni sepolcrali; le notizie su di lei provengono esclusivamente dalla tomba. Sulle pareti del sepolcro, Tutankhamon compare seduto sulle gambe di Maia e viene menzionato varie volte.

## Tomba
La tomba (I.20) si trova su un pendio nel Bubasteion di Saqqara - il perimetro dedicato alla dea Bastet e al suo culto - e consiste di tre camere per i riti e le offerte alla defunta, decorate, e della camera sepolcrale sotterranea e perlopiù non decorata (la sua struttura articolata la rende una delle tombe più grandi del Bubasteion). Il primo ambiente della cappella (4,1 x 2,2 metri) è dedicato alla vita di Maia, con immagini del piccolo Tutankhamon in braccio alla balia, con un cane ai suoi piedi, e una raffigurazione danneggiata dei due insieme. La seconda stanza (4,4 x 2,6 metri) è dedicata ai riti funebri per la morte di Maia, con la donna davanti agli offerenti e, sotto forma di mummia, mentre viene compiuto su di lei il rituale di apertura della bocca e mentre compare di fronte agli dèi dell'aldilà Osiride e Anubi. Il terzo ambiente è il più esteso (7,9 x 8,2 metri) e contiene quattro pilastri decorati con immagini di Maia, oltre alla scala che conduce alla sepoltura vera e propria. Mentre la famiglia della defunta non viene menzionata, compaiono invece i nomi di vari altri personaggi: il suo servitore Rahotep, capo del magazzino; [...]emkaef, Sommo Sacerdote di Thot; gli scribi Tetinefer e Ahmose.
Nel corso dei secoli, la tomba subì numerosi riutilizzi.